# Wereldkampioenschappen kunstschaatsen 1983
De Wereldkampioenschappen kunstschaatsen is een evenement dat georganiseerd wordt door de Internationale Schaatsunie.
Het WK toernooi van 1983 vond plaats in Helsinki. Het was de derde keer dat de Wereldkampioenschappen Kunstschaatsen hier plaatsvonden, de vorige keren was in 1914 (mannen) en 1934 (paren).
Voor de mannen was het de 73e editie, voor de vrouwen de 63e editie, voor de paren de 61e editie, en voor de ijsdansers de 31e editie.

## Historie
De Duitse en Oostenrijkse schaatsbond, verenigd in de "Deutscher und Österreichischer Eislaufverband", organiseerden zowel het eerste EK Schaatsen voor mannen als het eerste EK Kunstrijden voor mannen in 1891 in Hamburg, Duitsland, nog voor het ISU in 1892 werd opgericht. De internationale schaatsbond nam in 1892 de organisatie van het EK Kunstrijden over. In 1895 werd besloten voortaan de Wereldkampioenschappen kunstschaatsen te organiseren en kwam het EK te vervallen. In 1896 vond de eerste editie voor de mannen plaats. Vanaf 1898 vond toch weer een herstart plaats van het EK Kunstrijden.
In 1906, tien jaar na het eerste WK voor de mannen, werd het eerste WK voor de vrouwen georganiseerd en twee jaar later, in 1908, vond het eerste WK voor de paren plaats. In 1952 werd de vierde discipline, het WK voor de ijsdansers, eraan toegevoegd.
Er werden geen kampioenschappen gehouden tijdens en direct na de Eerste Wereldoorlog (1915-1921) en tijdens en direct na de Tweede Wereldoorlog (1940-1946) en in 1961 vanwege de Sabena vlucht 548 vliegtuigramp op 15 februari op Zaventem waarbij alle passagiers, waaronder de voltallige Amerikaanse delegatie voor het WK kunstrijden op weg naar Praag, om het leven kwamen.

## Deelname
Er namen deelnemers uit 23 landen deel aan deze kampioenschappen. Zij vulden 87 startplaatsen in. Voor het eerst werd Bulgarije vertegenwoordigd op het WK Kunstschaatsen. Hristina Boianova / Javor Ivanov kwamen uit bij het ijsdansen.
Voor België nam Katrien Pauwels voor de tweede keer bij de vrouwen deel.
Voor Nederland nam Li Scha Wang voor de tweede keer bij de vrouwen deel en Marianne van Bommel en Wayne Deweyert kwamen voor de derde keer uit bij het ijsdansen.
(Tussen haakjes het totaal aantal startplaatsen over de disciplines.)
| Verenigde Staten (11) Sovjet-Unie (10) Canada (9) Verenigd Koninkrijk (7) West-Duitsland (7) Duitse Democratische Republiek (6) | Japan (5) Frankrijk (4) Oostenrijk (4) Finland (3) Joegoslavië (3) Australië (2) | Italië (2) Nederland (2) Spanje (2) Zweden (2) Zwitserland (2) België (1) | Bulgarije (1) Denemarken (1) Hongarije (1) Tsjecho-Slowakije (1) Zuid-Korea (1) |

## Medailleverdeling
Bij de mannen werd Scott Hamilton voor de derde opeenvolgende keer wereldkampioen. Norbert Schramm eindigde net als in 1982 op de tweede plaats. De nummer drie, Brian Orser, stond voor de eerste keer op het erepodium.
Bij de vrouwen stond een geheel nieuw trio op het erepodium, dit was behalve het eerste kampioenschap in 1906 en het eerste toernooi na de Eerste Wereldoorlog in 1922 na zeven jaar onderbreking, het vijfde toernooi waarop dit plaatsvond, in 1949, 1953, 1977 en 1981 vond dit eerder plaats.
Bij het paarrijden veroverde het debuterende paar Elena Valova / Oleg Vasiliev de wereldtitel. Sabine Baess / Tassilo Thierbach op de tweede plaats veroverden hun vierde medaille (derde in 1979, tweede in 1981, wereldkampioen in 1982). Barbara Underhill / Paul Martini op de derde plaats veroverde hun eerste WK medaille.
Bij het ijsdansen werd het paar Jayne Torvill / Christopher Dean voor de derde opeenvolgende keer wereldkampioen. Natalja Bestemjanova / Andrej Boekin veroverden hun derde medaille (derde in 1981, tweede in 1982). Judy Blumberg / Michael Seibert op de derde plaats veroverde hun eerste WK medaille.
| Discipline | Goud ·                           | Zilver ·                             | Brons ·                          |
| ---------- | -------------------------------- | ------------------------------------ | -------------------------------- |
| Mannen     | Scott Hamilton                   | Norbert Schramm                      | Brian Orser                      |
| Vrouwen    | Rosalynn Sumners                 | Claudia Leistner                     | Elena Vodorezova                 |
| Paren      | Elena Valova / Oleg Vasiliev     | Sabine Baess / Tassilo Thierbach     | Barbara Underhill / Paul Martini |
| IJsdansen  | Jayne Torvill / Christopher Dean | Natalja Bestemjanova / Andrej Boekin | Judy Blumberg / Michael Seibert  |

## Uitslagen

### Mannen / Vrouwen
| Goud   | Scott Hamilton         | Vlag van Verenigde Staten               |  |
| Zilver | Norbert Schramm        | Vlag van Duitsland                      |  |
| Brons  | Brian Orser            | Vlag van Canada                         |  |
| 4      | Alexandr Fadeev        | Vlag van Sovjet-Unie                    |  |
| 5      | Jean-Christophe Simond | Vlag van Frankrijk                      |  |
| 6      | Jozef Sabovcik         | Vlag van Tsjechië                       |  |
| 7      | Brian Boitano          | Vlag van Verenigde Staten               |  |
| 8      | Heiko Fischer          | Vlag van Duitsland                      |  |
| 9      | Vladimir Kotin         | Vlag van Sovjet-Unie                    |  |
| 10     | Rudi Cerne             | Vlag van Duitsland                      |  |
| 11     | Laurent Depouilly      | Vlag van Frankrijk                      |  |
| 12     | Falko Kirsten          | Vlag van Duitse Democratische Republiek |  |
| 13     | Gary Beacom            | Vlag van Canada                         |  |
| 14     | Mark Cockerell         | Vlag van Verenigde Staten               |  |
| 15     | Lars Akesson           | Vlag van Zweden                         |  |
| 16     | Miljan Begovic         | Vlag van Joegoslavië (1943-1992)        |  |
| 17     | Masaru Ogawa           | Vlag van Japan                          |  |
| 18     | Shinji Someya          | Vlag van Japan                          |  |
| 19     | Thomas Hlavik          | Vlag van Oostenrijk                     |  |
| 20     | Mark Pepperday         | Vlag van Verenigd Koninkrijk            |  |
| 21     | Cameron Medhurst       | Vlag van Australië                      |  |
| 22     | Fernando Soria         | Vlag van Spanje                         |  |

| Goud   | Rosalynn Sumners   | Vlag van Verenigde Staten               |        |
| Zilver | Claudia Leistner   | Vlag van Duitsland                      |        |
| Brons  | Elena Vodorezova   | Vlag van Sovjet-Unie                    |        |
| 4      | Katarina Witt      | Vlag van Duitse Democratische Republiek |        |
| 5      | Anna Kondrashova   | Vlag van Sovjet-Unie                    |        |
| 6      | Kristiina Wegelius | Vlag van Finland                        |        |
| 7      | Kay Thomson        | Vlag van Canada                         |        |
| 8      | Manuela Ruben      | Vlag van Duitsland                      |        |
| 9      | Tiffany Chin       | Vlag van Verenigde Staten               |        |
| 10     | Sandra Cariboni    | Vlag van Zwitserland                    |        |
| 11     | Janina Wirth       | Vlag van Duitse Democratische Republiek |        |
| 12     | Charlene Wong      | Vlag van Canada                         |        |
| 13     | Sanda Dubravcic    | Vlag van Joegoslavië (1943-1992)        |        |
| 14     | Sonja Stanek       | Vlag van Oostenrijk                     |        |
| 15     | Katrien Pauwels    | Vlag van België                         |        |
| 16     | Karin Telser       | Vlag van Italië                         |        |
| 17     | Catarina Lindgren  | Vlag van Zweden                         |        |
| 18     | Juri Ozawa         | Vlag van Japan                          |        |
| 19     | Susan Jackson      | Vlag van Verenigd Koninkrijk            |        |
| 20     | Hanne Gamborg      | Vlag van Denemarken                     |        |
| 21     | Elise Ahonen       | Vlag van Finland                        |        |
| 22     | Li Scha Wang       | Vlag van Nederland                      |        |
| 23     | Alison Southwood   | Vlag van Verenigd Koninkrijk            |        |
| 24     | Beatrice Farinacci | Vlag van Frankrijk                      |        |
| 25     | Susanne Gschwend   | Vlag van Oostenrijk                     |        |
| 26     | Vicki Holland      | Vlag van Australië                      |        |
| 27     | Rosario Esteban    | Vlag van Spanje                         |        |
| -      | Lim Hye-kyung      | Vlag van Zuid-Korea                     | t.z.t. |
| -      | Elaine Zayak       | Vlag van Verenigde Staten               | t.z.t. |

### Paren / IJsdansen
| Goud   | Elena Valova Oleg Vasiliev          | Vlag van Sovjet-Unie                    |  |
| Zilver | Sabine Baess Tassilo Thierbach      | Vlag van Duitse Democratische Republiek |  |
| Brons  | Barbara Underhill Paul Martini      | Vlag van Canada                         |  |
| 4      | Caitlin Carruthers Peter Carruthers | Vlag van Verenigde Staten               |  |
| 5      | Veronika Pershina Marat Akbarov     | Vlag van Sovjet-Unie                    |  |
| 6      | Marina Pestova Stanislav Leonovich  | Vlag van Sovjet-Unie                    |  |
| 7      | Lea Ann Miller William Fauver       | Vlag van Verenigde Staten               |  |
| 8      | Birgit Lorenz Knut Schubert         | Vlag van Duitse Democratische Republiek |  |
| 9      | Cynthia Coull Mark Rowsom           | Vlag van Canada                         |  |
| 10     | Katherina Matousek Lloyd Eisler     | Vlag van Canada                         |  |
| 11     | Jill Watson Burt Lancon             | Vlag van Verenigde Staten               |  |
| 12     | Babette Preussler Torsten Ohlow     | Vlag van Duitse Democratische Republiek |  |
| 13     | Susan Garland Ian Jenkins           | Vlag van Verenigd Koninkrijk            |  |
| 14     | Toshimi Ito Takashi Mura            | Vlag van Japan                          |  |
| 15     | Jana Havlova Rene Novotny           | Vlag van Tsjechië                       |  |
| 16     | Claudia Massari Leonardo Azzola     | Vlag van Duitsland                      |  |
| 17     | Maija Pekkala Pekka Pekkala         | Vlag van Finland                        |  |

| Goud   | Jayne Torvill Christopher Dean     | Vlag van Verenigd Koninkrijk   |        |
| Zilver | Natalja Bestemjanova Andrej Boekin | Vlag van Sovjet-Unie           |        |
| Brons  | Judy Blumberg Michael Seibert      | Vlag van Verenigde Staten      |        |
| 4      | Olga Volozhinskaya Alexandr Svinin | Vlag van Sovjet-Unie           |        |
| 5      | Karen Barber Nicholas Slater       | Vlag van Verenigd Koninkrijk   |        |
| 6      | Tracy Wilson Robert McCall         | Vlag van Canada                |        |
| 7      | Elisa Spitz Scott Gregory          | Vlag van Verenigde Staten      |        |
| 8      | Elena Batanova Alexei Soloviev     | Vlag van Sovjet-Unie           |        |
| 9      | Petra Born Rainer Schonborn        | Vlag van Duitsland             |        |
| 10     | Kelly Johnson John Thomas          | Vlag van Canada                |        |
| 11     | Isabella Micheli Robert Pelizzola  | Vlag van Italië                |        |
| 12     | Wendy Sessions Stephen Williams    | Vlag van Verenigd Koninkrijk   |        |
| 13     | Judit Peterfy Csaba Balint         | Vlag van Hongarije             |        |
| 14     | Noriko Sato Tadayuki Takahashi     | Vlag van Japan                 |        |
| 15     | Marianne van Bommel Wayne Deweyert | Vlag van Nederland             |        |
| 16     | Kathrin Beck Christoff Beck        | Vlag van Oostenrijk            |        |
| 17     | Claudia Schmidlin David Schmidlin  | Vlag van Zwitserland           |        |
| 18     | Hristina Boianova Javor Ivanov     | Vlag van Bulgarije (1971-1990) |        |
| -      | Nathalie Herve Pierre Bechu        | Vlag van Frankrijk             | t.z.t. |